# Eduard Oscar Schmidt
Edward Oskar Schmidt (ur. 21 lutego 1823 w Torgau, zm. 17 stycznia 1886 w Strasburgu) – niemiecki zoolog, profesor Uniwersytetu Jagiellońskiego.
Był synem pastora. Uczęszczał do gimnazjum w Weissenfels, w latach 1842–1843 studiował matematykę na uniwersytecie w Halle, 1843–1846 zoologię na uniwersytecie w Berlinie; tam uzyskał doktorat, rok później habilitował się (w Jenie). Kierował następnie (jako profesor nadzwyczajny) katedrą zoologii uczelni w Jenie. W 1855 został profesorem zwyczajnym i pierwszym kierownikiem katedry zoologii i anatomii porównawczej zwierząt na Uniwersytecie Jagiellońskim; jako pierwszy uczony na ziemiach polskich opublikował prace poświęcone wirkom i gąbkom. W 1857 przeniósł się na uniwersytet w Grazu, w 1872 na uniwersytet w Strasburgu.
Zoolog, propagował teorie Darwina. Ustalił w 1876, że gąbki są zwierzętami bezkręgowymi. Ogłosił szereg prac naukowych i podręczników, w Polsce ukazała się m.in. Nauka o pochodzeniu gatunków i darwinizm (1875, w tłumaczeniu Augusta Wrześniowskiego).
Zabierał głos również w sprawach politycznych. Był rzecznikiem zjednoczenia Niemiec oraz przeciwnikiem socjalizmu.